# Istraživačka baza Artigas
Istraživačka baza Artigas (špa. Base Científica Antártica Artigas, BCAA) je druga urugvajska znanstveno istraživačka postaja na Antarktiku. Jedna je od 68 baza koje se nalaze na Antarktiku. Baza radi tijekom cijele godine; u ljetnim mjesecima broj zaposlenih je do 60 osoba, a zimi najmanje 9 osoba.
Baza je otvorena 22. prosinca 1984. godine. Od 1985. godine kontinuirano radi meteorološka stanica koja je dio globalne meteorološke mreže. Baza je ime dobila po urugvajskom narodnom junaku i domoljubu Joséu Gervasiu Artigasu (1764. – 1850.). Prvi voditelj baze bio je Omar Porciúncula. Najbliža druga stanica je Bellingshausen koju kontroliraju Rusi.
U bazi se provode istraživanja vezana uz glaciologiju, hidrologiju, geodeziju, meteorologiju, zoologiju, i tako dalje.

## Vanjske poveznice
- (šp.) Urugvajski antarktički institut
- (engl.) COMNAP Antarctic Facilities Map